# Lijst van MNM-Big Hits in 2019
Deze hits werden in 2019 door MNM gekozen als MNM-Big Hit.
| Datum        | Artiest                                                              | Titel                           | Piek Ultratop 50 | Aantal Weken | Aantal Punten |
| ------------ | -------------------------------------------------------------------- | ------------------------------- | ---------------- | ------------ | ------------- |
| 16 maart     | Mabel                                                                | Don't Call Me Up                | 2                | 35           | 1238          |
| 23 maart     | Suzan & Freek                                                        | Als het avond is                | 4                | 29           | 945           |
| 13 april     | Marshmello & Chvrches                                                | Here With Me                    | 20               | 18           | 396           |
| 13 april     | Avicii                                                               | SOS                             | 2                | 24           | 872           |
| 20 april     | Ava Max                                                              | So Am I                         | 13               | 23           | 611           |
| 27 april     | Taylor Swift ft. Brendon Urie                                        | Me!                             | 20               | 17           | 321           |
| 4 mei        | Shawn Mendes                                                         | If I Can't Have You             | 11               | 18           | 548           |
| 15 juni      | Regi ft. Jake Reese & OT                                             | Summer Life                     | 5                | 22           | 819           |
| 22 juni      | Shawn Mendes & Camila Cabello                                        | Señorita                        | 2                | 33           | 1345          |
| 06 juli      | Dimitri Vegas & Like Mike, Daddy Yankee, David Guetta, Natti Natasha | Instagram                       | 7                | 23           | 801           |
| 13 juli      | Henri PFR                                                            | Going On                        | 29               | 11           | 92            |
| 20 juli      | Jonas Brothers                                                       | Only Human                      | 11               | 25           | 583           |
| 27 juli      | DJ Snake & J Balvin                                                  | Loco Contigo                    | 9                | 19           | 596           |
| 3 augustus   | Ariana Grande                                                        | Boyfriend                       | 33               | 6            | 55            |
| 10 augustus  | Lauv & Anne-Marie                                                    | F**k, I'm Lonely                | 21               | 17           | 281           |
| 17 augustus  | R3hab                                                                | All Around The World (La La La) | 11               | 19           | 527           |
| 24 augustus  | Normani                                                              | Motivation                      | 40               | 9            | 47            |
| 31 augustus  | Tones and I                                                          | Dance Monkey                    | 1 (17 wk)        | 54           | 1962          |
| 7 september  | Bobby                                                                | Hey Don't You Know              | 45               | 1            | 6             |
| 14 september | Ariana Grande, Miley Cyrus, Lana Del Rey                             | Don't Call Me Angel             | 29               | 4            | 59            |
| 21 september | Snelle                                                               | Reünie                          | 6                | 17           | 575           |
| 28 september | Dermot Kennedy                                                       | Outnumbered                     | 8                | 17           | 461           |
| 5 oktober    | Lizzo                                                                | Good as Hell                    | 7                | 23           | 771           |
| 12 oktober   | DJ Regard                                                            | Ride It                         | 2                | 43           | 1564          |
| 19 oktober   | Freya Ridings                                                        | Castles                         | 12               | 26           | 560           |
| 26 oktober   | Coldplay                                                             | Orphans                         | 9                | 15           | 498           |
| 2 november   | Dua Lipa                                                             | Don't Start Now                 | 2                | 39           | 1516          |
| 9 november   | Blackbear                                                            | Hot Girl Bummer                 | 21               | 13           | 263           |
| 16 november  | Billie Eilish                                                        | Everything I Wanted             | 4                | 26           | 880           |
| 23 november  | Shaed & Zayn                                                         | Trampoline                      | 24               | 24           | 479           |
| 30 november  | Dimitri Vegas & Like Mike & Sebastián Yatra                          | Boomshakalaka                   | Tip1             | 0            | 0             |
| 7 december   | Geen Big Hit door de MNM 1000                                        |                                 | *                | *            | *             |
| 16 december  | The Weeknd                                                           | Blinding Lights                 | 1 (17wk)         | 76           | 2668          |
| 21 december  | Lewis Capaldi                                                        | Before You Go                   | 2                | 41           | 1426          |
| 28 december  | Camila Cabello & DaBaby                                              | My Oh My                        | 31               | 15           | 186           |

## Statistieken

### Meeste Big Hits per land
| Aantal Big Hits | Artiest                |
| --------------- | ---------------------- |
| 13              | Verenigde Staten       |
| 8               | Verenigd Koninkrijk    |
| 5               | België                 |
| 3               | Nederland              |
| 3               | Canada                 |
| 2               | Cuba                   |
| 2               | Colombia               |
| 1               | Kosovo                 |
| 1               | Australië              |
| 1               | Frankrijk              |
| 1               | Dominicaanse Republiek |
| 1               | Puerto Rico            |
| 1               | Spanje                 |
| 1               | Zweden                 |

2018 ·
2019 ·
2020 ·
2021 ·
2022 ·
2023 ·
2024 ·
2025